# Madaphlocteis
Madaphlocteis es un género de escarabajos de la familia Buprestidae.

## Especies
- Madaphlocteis ambanjana (Obenberger, 1944)
- Madaphlocteis ampliata (Fairmaire, 1905)
- Madaphlocteis iridipennis (Obenberger, 1944)
- Madaphlocteis mucorea (Fairmaire, 1902)
- Madaphlocteis ochraceopicta (Fairmaire, 1888)
- Madaphlocteis perrieri (Fairmaire, 1900)
- Madaphlocteis polychroa (Fairmaire, 1904)
- Madaphlocteis purpureosignata (Hoscheck, 1931)
- Madaphlocteis simplicifrons (Fairmaire, 1901)